# Fort Amsterdam

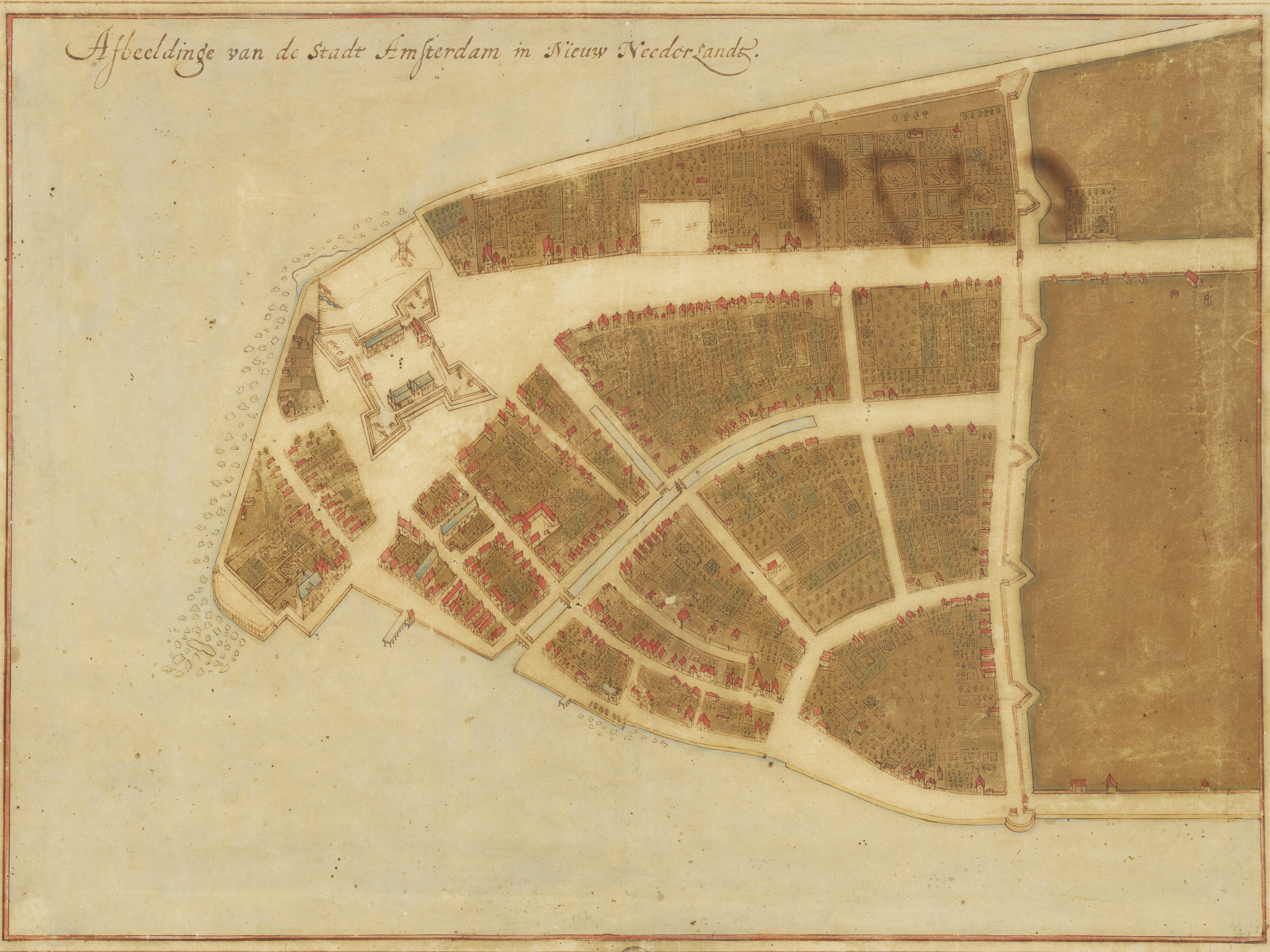
Nueva York, conocida entonces como Nueva Ámsterdam, en 1660. Fort Amsterdam es la gran estructura cuadrangular cerca de la punta de la isla.

Fort Amsterdam (posteriormente llamado Fort James, Fort Willem Hendrick, Fort James (de nuevo), Fort William, Fort Anne, y Fort George) fue un antiguo fuerte emplazado en el extremo sur de la isla de Manhattan, que a su vez fue la sede administrativa del imperio holandés —y británico a continuación— en Nueva York, desde 1625, hasta que fue derribado en 1790 después de la Revolución estadounidense.
La construcción de la fortaleza marcó la fecha de fundación oficial de la ciudad de Nueva York, reconocida en el Sello de la Ciudad de Nueva York. En octubre de 1683, se convocó allí el primer periodo de sesiones de la legislatura de Nueva York.
La batería (Battery) de cañones que protegía al fuerte, dio nombre a la zona conocida actualmente como Battery Park. El lugar donde se ubicó la fortaleza, es ahora ocupado por la Alexander Hamilton U.S. Custom House, que actualmente alberga el Centro George Gustav Heye, que forma parte del Museo Nacional de los Indios Americanos.

## Historia

### Dominio holandés (1625-1664)

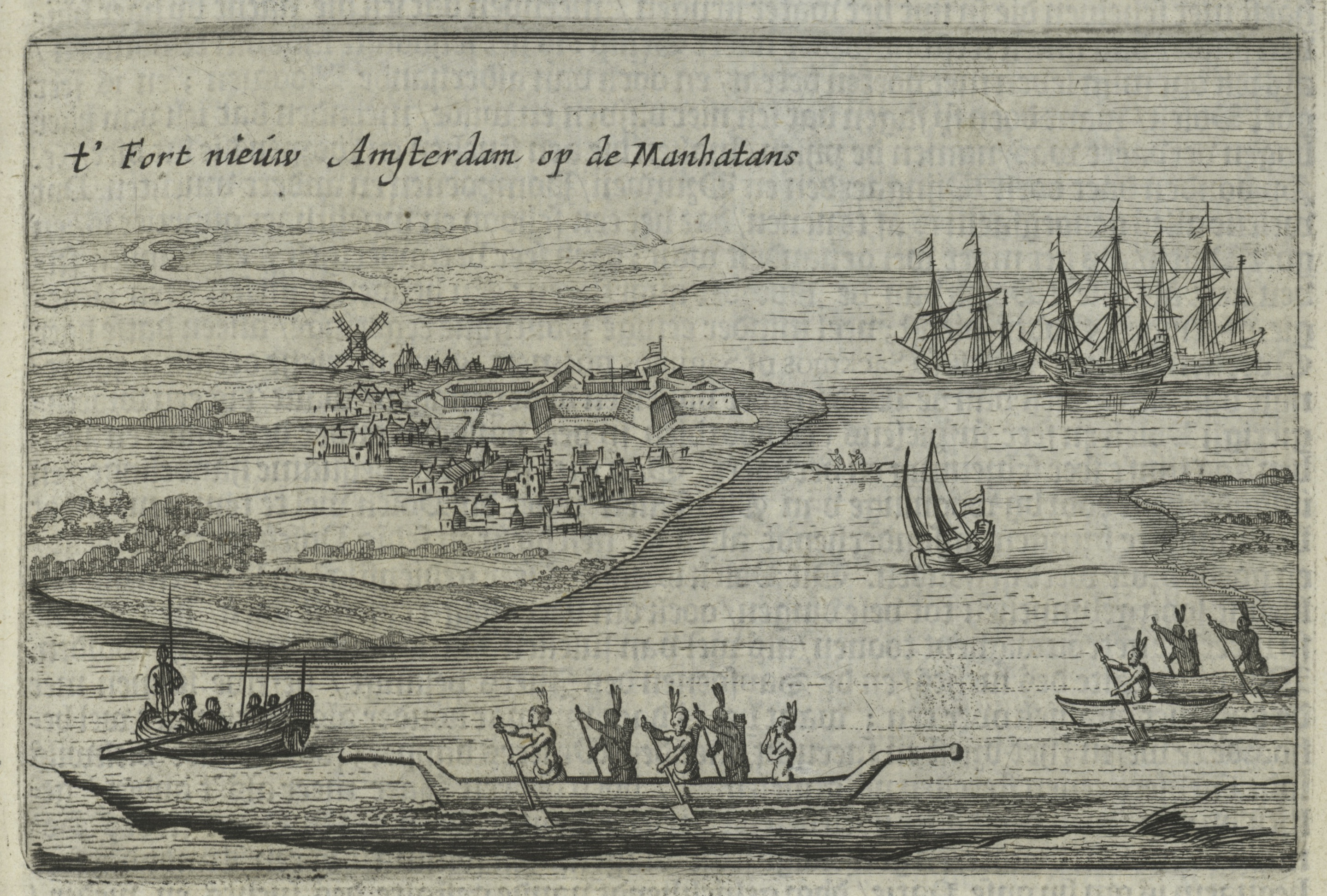
Fort Amsterdam

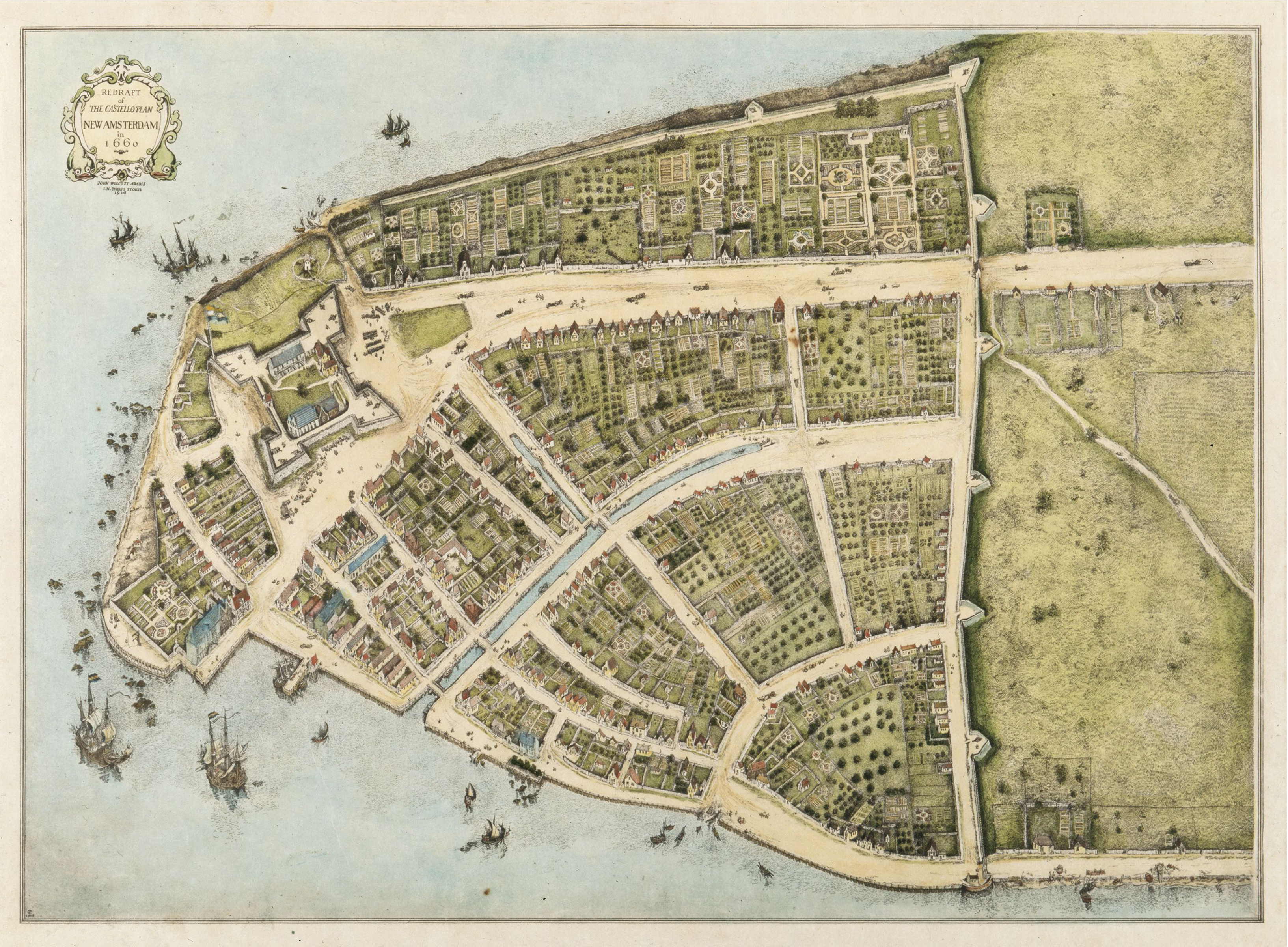
Mapa de Manhattan de 1660, basado en el Plano de Castello, con el Fuerte a la izquierda

El lugar de la fortaleza es ocupado actualmente por la Alexander Hamilton U.S. Custom House, que antes de utilizar sus restos y verterlos al río para crear Battery Park, estaba en la línea de costa.
El fuerte fue el núcleo del asentamiento de Nueva Ámsterdam, con la misión de proteger las operaciones de la colonia de Nueva Holanda en el río Hudson frente al ataque de ingleses y franceses.
Alrededor de 1620, la Compañía Neerlandesa de las Indias Orientales, contactó con el arquitecto inglés Inigo Jones, y le pidió que diseñara una fortificación para el puerto. Jones respondió en una carta con un plan para una fortificación en forma de estrella de piedra y cal, y rodeada por un foso, todo ello defendido con cañones. Jones también desaconsejó a la Compañía construir a toda prisa un fuerte de madera.
La construcción del fuerte se inició en 1625, bajo la dirección de Willem Verhulst, el director de la colonia de Nueva Holanda, y su ingeniero jefe Cryn Fredericks. A finales de ese año, Fredericksz había examinado el sitio, y regresó a Holanda en noviembre de 1626. En ese momento, Manhattan, quedó ligeramente protegida, ya que la mayoría de la Compañía Neerlandesa de las Indias Occidentales se fueron río arriba a lo largo del Hudson, con el fin de llevar a cabo la operación de comercio de pieles de castor.
A pesar de los motivos que Jones había expuesto en su carta, el plan para el fuerte de mampostería se abandonó, debido a la necesidad de una conclusión apresurada. Ello se debió principalmente a:
- la inminente amenaza de Inglaterra y Francia, interesadas también en el comercio de pieles de castor en América del Norte. Inglaterra, en particular, había reclamado a la región;
- la creciente amenaza de la guerra Mohawk-Mahican, en la parte superior del valle del Hudson, que fue en parte, el resultado de las operaciones del comercio de pieles;
- el hecho de que la Compañía no había obtenido buenas ganancia, y por lo tanto el coste de un fuerte de mampostería se considerase demasiado alto;
- la falta de mano de obra, y los recursos naturales para construir un fuerte de mampostería adecuado.

### Dominio británico (1664-1673)

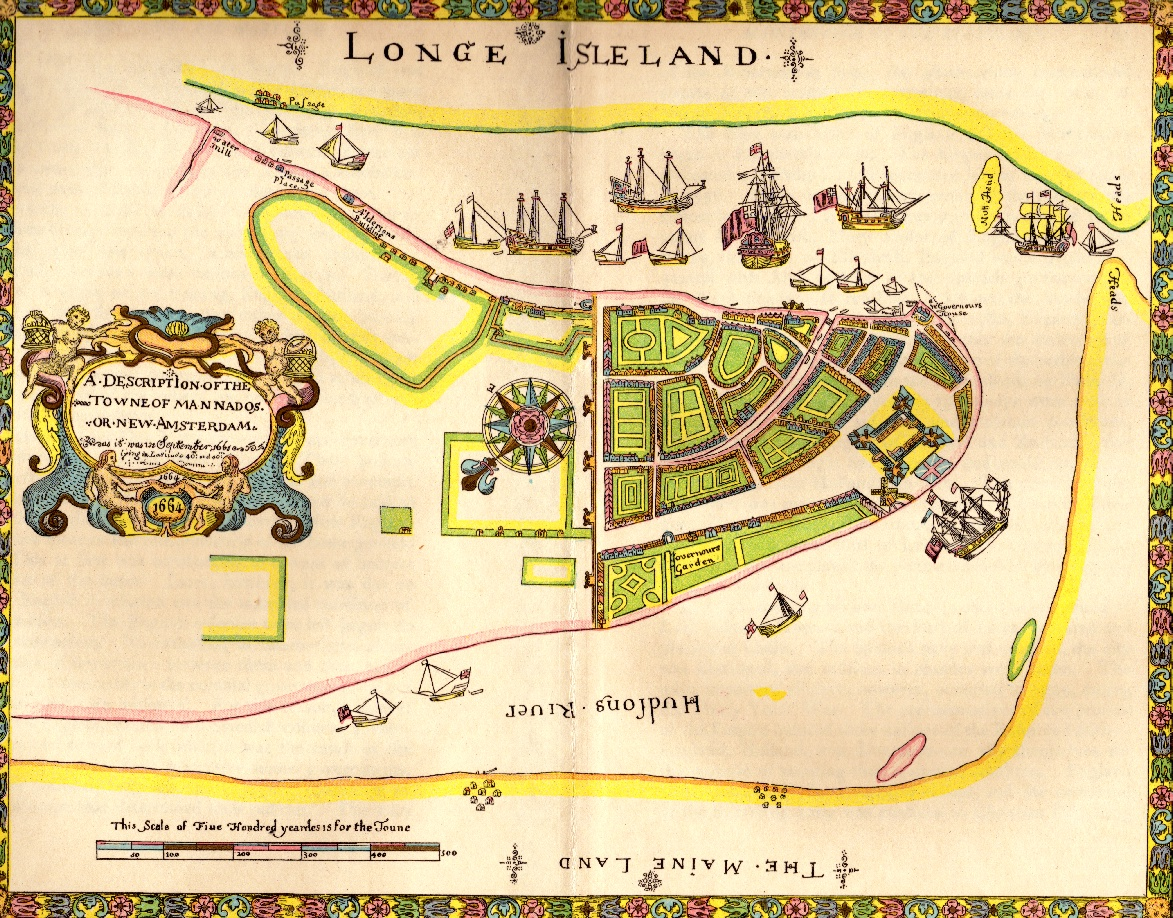
Mapa de Manhattan de 1664 con el Fuerte a la derecha

No hubo disparos el 27 de agosto de 1664, cuando los holandeses rindieron el fuerte y Manhattan, en lo que equivalía a una de las escaramuzas de la Segunda Guerra Anglo-Holandesa. La fortaleza pasó a llamarse Fort James en honor de Jacobo II de Inglaterra, y Nueva Ámsterdam pasó a llamarse Nueva York, en reconocimiento del título de James II como duque de York.

### Dominio holandés (1673-1674)
En agosto de 1673, los holandeses trajeron una flota de 21 barcos y recapturaron Manhattan. La fortaleza pasó a llamarse Fort Willem Hendrick, en honor del líder holandés que fue estatúder y príncipe de Orange. Nueva York pasó a llamarse Nueva Orange. El ataque holandés fue parte de la Tercera Guerra Anglo-Holandesa. En 1674 el fuerte y Nueva Orange fueron devueltos a los británicos, con el Tratado de Westminster (1674), que puso fin a la guerra (los holandeses se quedaron con Surinam).

### Dominio británico (1674-1689)
Los británicos, una vez más rebautizaron la zona como Nueva York, y la fortaleza como Fort James. Durante este período, Thomas Dongan, II Conde de Limerick, que fue el gobernador Real de Nueva York convocó la primera legislatura de Nueva York en octubre de 1683 en una reunión en el fuerte. Dongan también fue el primero en establecer las baterías de cañones justo al sur de la fortaleza.

### Dominio colono (1689-1691)
En 1689, el alemán, nacido colono Jacob Leisler se apoderó de la fortaleza, en lo que se llamó rebelión Leisler, y promulgó un gobierno de representación popular directa. Según algunos cálculos, también quiso redistribuir la riqueza a los pobres.

### Dominio británico (1691-1776)
El dominio Leisler terminó en 1691 cuando soberano británico Guillermo III de Inglaterra (William II), envió tropas para expulsarlo. La fortaleza había sido anteriormente nombrada con el nombre de Willem cuando era jefe del gobierno holandés. Se convirtió en soberana del gobierno Inglés por el derrocamiento de Jacobo en la Revolución Gloriosa. El fuerte fue rebautizado después con un nuevo nombre, más anglicanizado, Fort William.
El fuerte fue a continuación pasó a ser nombrado con los nombres de soberanos británicos: Fort Anne (por Ana de Gran Bretaña) y Fort George por la sucesión de monarcas George (Jorge I de Gran Bretaña, Jorge II de Gran Bretaña, Jorge III del Reino Unido).
En 1756, se añadieron 92 armas de fuego a la batería.

### Dominio colono estadounidense (1775-1776)
La fortaleza se convirtió en el blanco de los disturbios después de la Ley del Timbre (1765), en la que los cañones de la batería fueron sobrecargados.
En la Revolución estadounidense, el colono George Washington se apoderó de la fortaleza en 1775, antes que las colonias se separaran formalmente del Imperio Británico.

### Dominio británico (1776-1783)
Los británicos recuperaron la fortaleza, junto con el bajo Manhattan en septiembre.

### Dominio estadounidense (1783-1790)
Los estadounidenses se hicieron cargo de la fortaleza en Manhattan, el Día de la Evacuación, en 1783. La fortaleza fue derribada en 1790 y se convirtió en un paseo marítimo. Sin embargo, la necesidad de nuevas fortificaciones pronto se hizo evidente en 1798 y las armas fueron colocadas en fortificaciones temporales en la zona de Battery. Finalmente, un nuevo fuerte, Castle Clinton sería construido justo antes de la guerra de 1812.